# Havoc (album)
Havoc è il quarto album in studio del gruppo musicale norvegese Circus Maximus, pubblicato il 18 marzo 2016.

## Descrizione
L'uscita del disco è stata anticipata dalla pubblicazione di quattro brani: il 21 gennaio è stata resa pubblica la traccia audio di The Weight, il 1º febbraio è toccato al lyric video di Havoc, il 25 febbraio è stata distribuita la traccia audio di Pages e infine il 14 marzo viene rilasciato il video di Remember..

## Tracce

### Edizione standard
1. The Weight – 6:19
2. Highest Bitter – 5:14
3. Havoc – 3:22
4. Pages – 5:02
5. Flames – 4:04
6. Loved Ones – 8:10
7. After The Fire – 8:30
8. Remember – 5:39
9. Chivalry – 7:49

### Tracce bonus edizione deluxe
1. Loath – 4:37

### Disco bonus edizione deluxe
1. Forging (live in Japan 2012) – 0:46
2. Namaste (live in Japan 2012) – 4:09
3. The One (live in Japan 2012) – 4:04
4. Arrival of Love (live in Japan 2012) – 4:38
5. Abyss (live in Japan 2012) – 5:44
6. Alive (live in Japan 2012) – 5:49
7. Game of Life (live in Japan 2012) – 5:40
8. Last Goodbye (live in Japan 2012) – 9:47

## Formazione
- Michael Eriksen - voce, chitarra
- Mats Haugen - chitarra
- Truls Haugen - batteria, cori
- Glen Cato Møllen - basso
- Espen Storø - tastiera

## Tour promozionale
Per promuovere l'album, il gruppo norvegese ha intrapreso una prima sessione di date europee conclusasi due giorni prima dell'uscita dell'album stesso.
Il 2 marzo 2016 il batterista Truls Haugen ha annunciato, tramite un messaggio su Facebook, che non avrebbe preso parte alle date del tour europeo. Due i motivi addotti: rimanere vicino al figlio nato di recente e prepararsi adeguatamente ad un'operazione chirurgica al ginocchio. Al suo posto ha suonato Frank Nordeng Røe, batterista della band progressive metal norvegese Withem.

### Europa
| Data             | Luogo                  | Città      | Nazione     |
| ---------------- | ---------------------- | ---------- | ----------- |
| 6 febbraio 2016  | Rockefeller Music Hall | Oslo       | Norvegia    |
| 13 febbraio 2016 | Folken                 | Stavanger  | Norvegia    |
| 27 febbraio 2016 | Rockheim               | Trondheim  | Norvegia    |
| 5 marzo 2016     | Matrix                 | Bochum     | Germania    |
| 6 marzo 2016     | De Boerderij           | Zoetermeer | Paesi Bassi |
| 8 marzo 2016     | Z-Bau                  | Norimberga | Germania    |
| 9 marzo 2016     | Backstage              | Munich     | Germania    |
| 10 marzo 2016    | Mini Z7                | Pratteln   | Svizzera    |
| 11 marzo 2016    | Circolo Colony         | Brescia    | Italia      |
| 12 marzo 2016    | Traffic                | Roma       | Italia      |
| 13 marzo 2016    | L'Angelo Azzurro       | Genova     | Italia      |
| 15 marzo 2016    | Razzmatazz 2           | Barcellona | Spagna      |
| 16 marzo 2016    | Caracol                | Madrid     | Spagna      |